# Адмирал Нахимов (пароход)
«Адмира́л Нахи́мов» (до 1947 года — «Берли́н» (нем. Berlin)) — советский (ранее — германский) пассажирский пароход. В СССР в течение 29 лет совершал круизные рейсы по Крымско-Кавказской линии. 31 августа 1986 года в 23:12 потерпел крушение в 15 км от Новороссийска и 4 км от берега. Погибли 423 из 1234 человек.

## История парохода

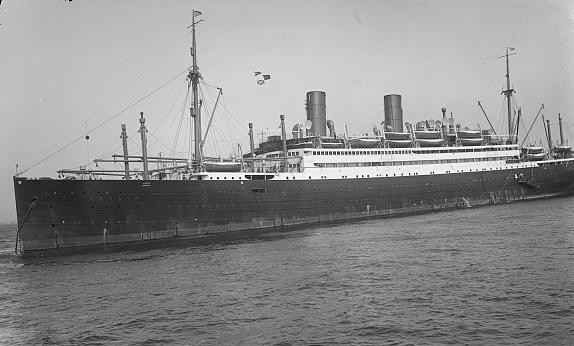
«Берлин», 1925 год

Пароход «Берлин» был построен в Бремене (Германия) и спущен на воду 24 марта 1925 года, а уже 26 сентября 1925 года вышел в свой первый рейс в Нью-Йорк. Корпус парохода был традиционно клёпаным. Отделка была сделана под руководством Пауля Людвига Трооста. «Берлин» участвовал в спасательной операции, когда 13 ноября 1928 года неподалёку от Нью-Йорка затонул английский пассажирский пароход «Вестрис». Тогда на его борт было поднято 23 человека. Переоборудование и модернизация пассажирских помещений была проведена на судне в 1932 году. Последний линейный рейс «Берлин» совершил летом 1938 года. Трансатлантические переходы стали невыгодными и с этого времени пароход «Берлин» стали использовать как круизное судно в рейсах на Шпицберген или Средиземное море. До Второй мировой войны он использовался как пассажирский лайнер, но с её началом его переоборудовали в плавучий госпиталь.
15 июля 1939 года на судно пришёл секретный приказ командования военно-морских сил следовать в Восточную гавань Свинемюнде для доставки в Мемель (ныне — Клайпеда) подразделения «трудовой армии». После этого, 12 сентября 1939 года «Берлин» взял курс на Данциг, чтобы там использоваться по новому назначению. Всю Вторую мировую войну до 31 января 1945 года пароход прошёл в качестве госпитального судна. В январе 1945 года пароход «Берлин» под большой охраной подошёл к Либаве (ныне — Лиепая) для эвакуации части войск из окружённой немецкой курляндской группировки.
31 января 1945 года в «Поморской бухте» на рейде Свинемюнде «Берлин» подорвался на мине. Несмотря на пробоину 6×8 м, судно продолжало двигаться. Вскоре он получил вторую пробоину от повторного подрыва и судно оказалось подтопленным на глубине 13 метров (осадка равнялась 9 метрам). По словам водолаза Н. М. Тюрикова, пробоины в корпусе были большими, а сам корпус был очень крепким. При попытке судоподъёма в начале 1947 года снова произошёл взрыв и судно опять погрузилось на дно, придавив водолаза Тимофея Старченко, который по счастливой случайности оказался в донном углублении. Водолаза спасли его товарищи. Вторично судоподъём был осуществлён 17 сентября 1947 года, после чего пароход был переименован в «Адмирал Нахимов» и позже был отведён в док Кронштадтского завода для частичного ремонта, проведения освидетельствования и составления «Технического проекта восстановительных работ».

С 1949 по 1957 год п/х «Адмирал Нахимов» проходил капитально-восстановительный ремонт на верфях в ГДР. С 1957 года в составе пассажирского флота СССР, судовладелец — Черноморское морское пароходство. Первым капитаном под советским флагом стал Николай Соболев, который сравнивал внутреннее убранство судна с «дворцом или музеем».

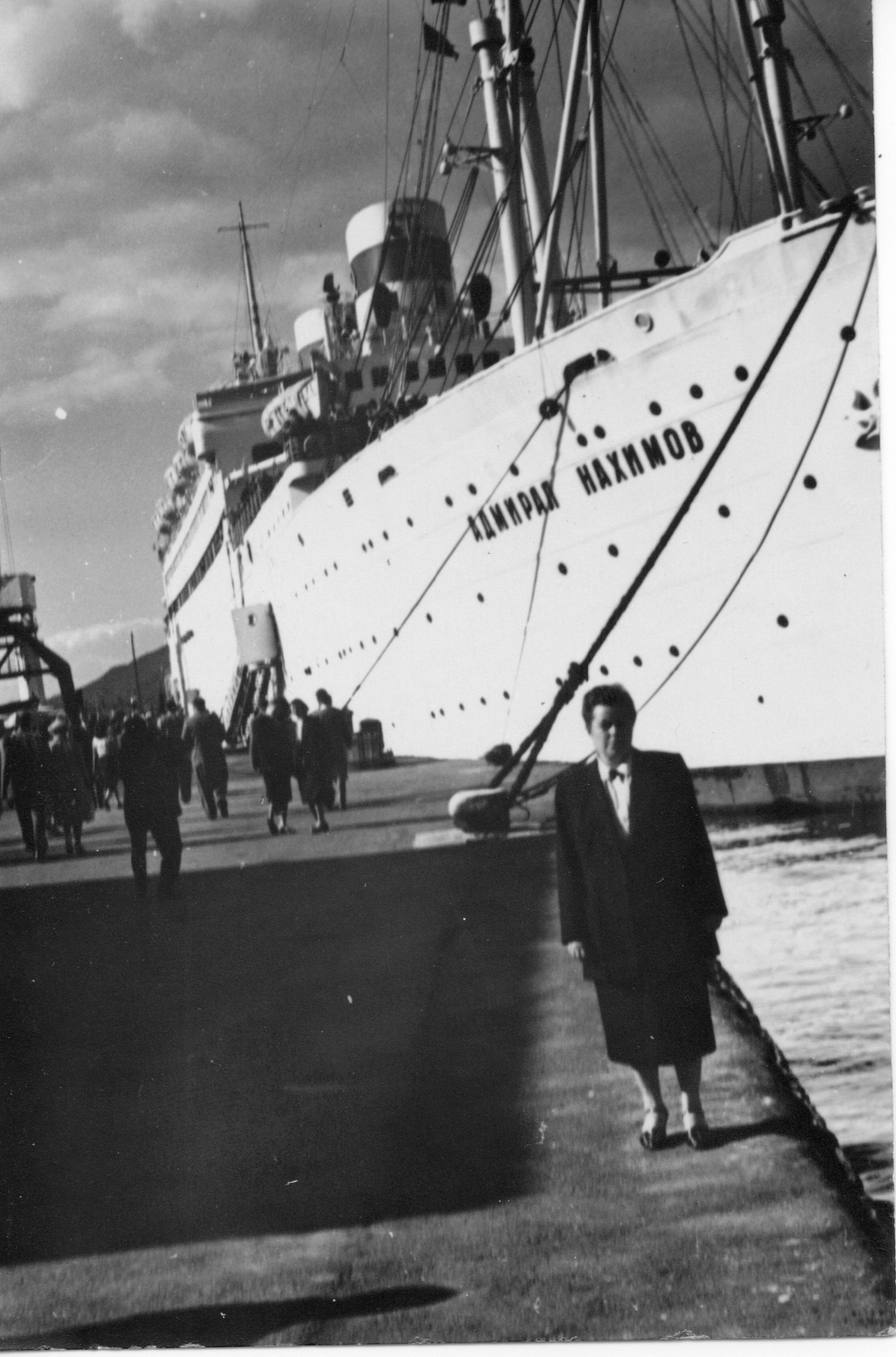
Один из первых рейсов «Адмирала Нахимова» в 1957 году, Ялта

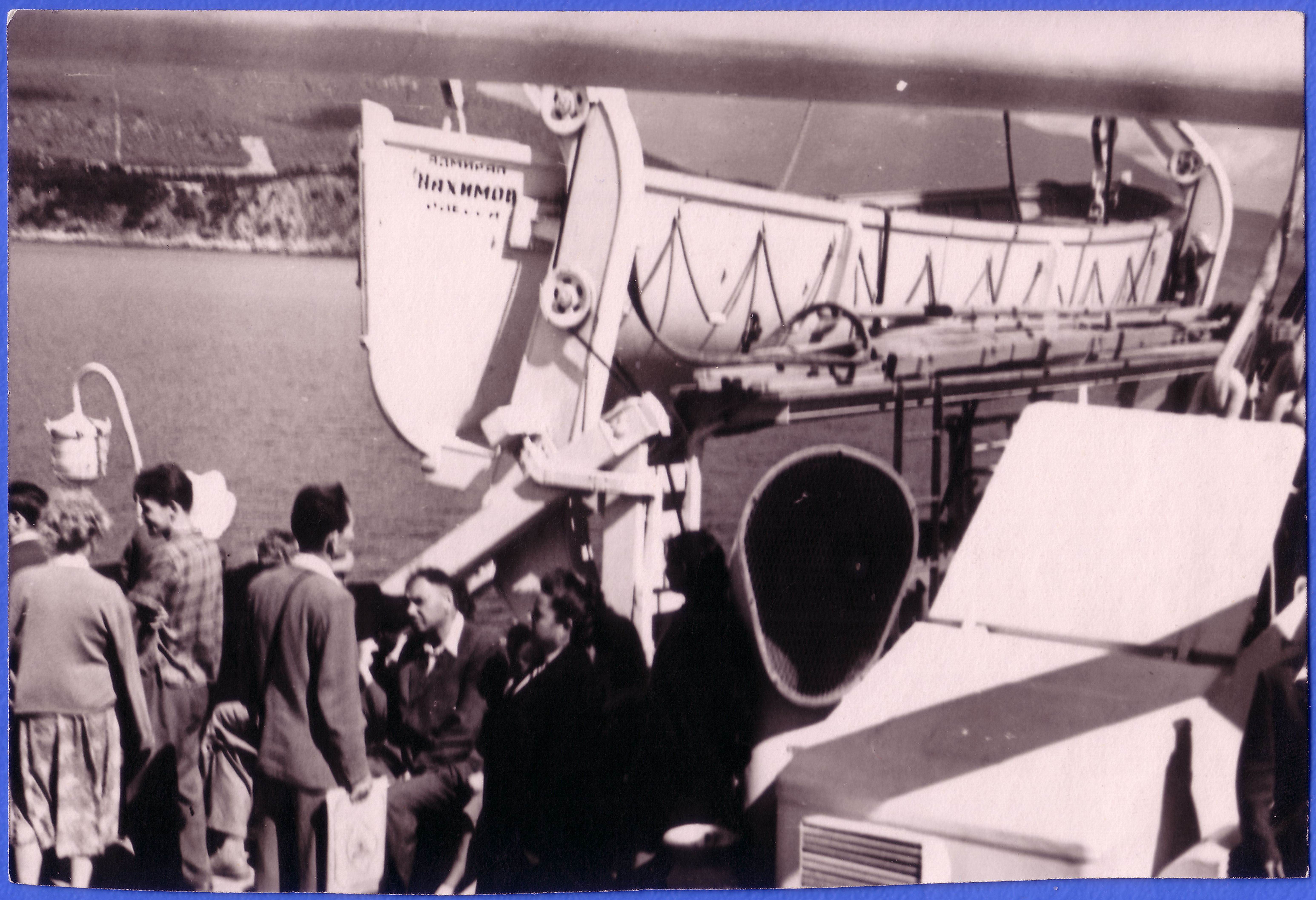
Шлюпочная палуба «Адмирала Нахимова» в 1957 году. Вентиляционная труба затянута сеткой

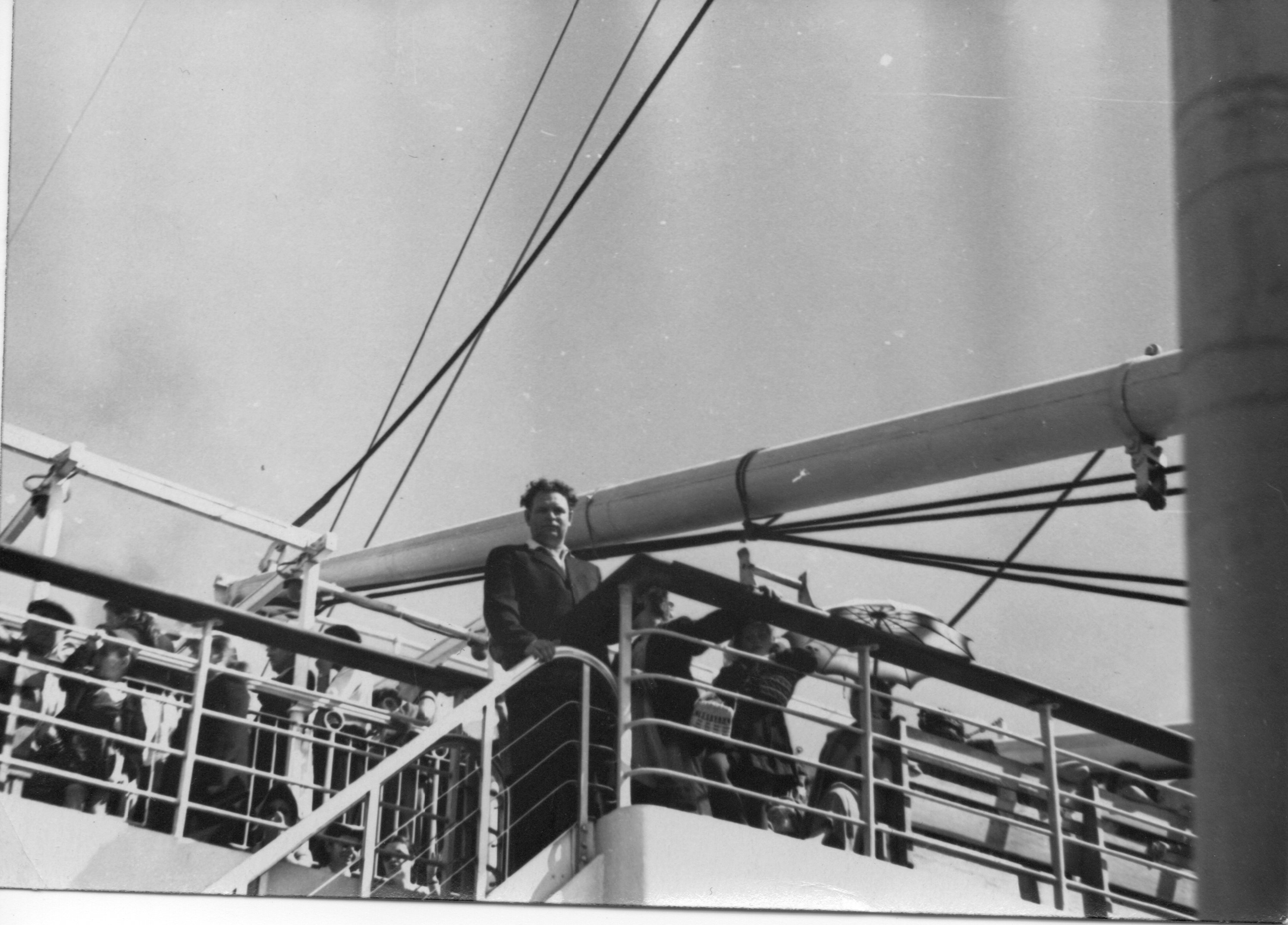
Прогулочная палуба «Адмирала Нахимова» в 1957 году. Видна мачта

В первом же рейсе, который состоялся 8 июня 1957 года, капитану Соболеву посыпались жалобы на плохую вентиляцию, духоту, отсутствие притока свежего воздуха. Пожарные заслонки постоянно падали, перекрывая вентиляцию. В каюты 3-го класса воздух вообще не поступал. Лишь спустя некоторое время удалось обнаружить, что вентиляция в эти каюты просто не была подведена. Задыхающиеся пассажиры раскрывали настежь иллюминаторы, в результате чего при малейшем крене или волнении моря вода захлёстывала иллюминатор и попадала в каюту. Быстро решить проблему вентиляции нижних палуб не удалось и экипаж ограничивался полумерами — создавали по судну сквозняки. Большая осадка судна не позволяла принимать «Адмирал Нахимов» в мелководных портах прямо к причалу, поэтому приходилось производить посадку и высадку пассажиров на рейде и с помощью катеров доставлять на берег. Существовала проблема пополнения запасов пресной воды, отсутствие буксиров и недостаточная манёвренность судна. Однако, спустя некоторое время, стараниями капитана Н. А. Соболева многие из перечисленных проблем были решены. В первую очередь решился вопрос с вентиляцией кают 3-го класса на палубе «Е». По прибытии судна после первого рейса в Одессу бригада жестянщиков с завода № 2 изготовила из оцинкованной жести новые каналы и рукава и смонтировала их в коридорах и каютах; судовые электромеханики установили вентиляторы. К концу третьего рейса оборудование вентиляции в каютах 3-го класса на палубе «Е» было завершено. По словам Соболева в дальнейшие 2 года система вентиляции на судне модернизировалась, а через 10 лет плавания судно было полностью кондиционировано и стало отвечать всем современным требованиям.
В течение всего времени эксплуатации на судне постоянно проводили учебные пожарные и шлюпочные тревоги. Широкая реклама и безупречная репутация обеспечивали пароходу «Адмирал Нахимов» стабильный пассажиропоток каждый год. Более того, экипаж парохода в одном из рейсов выступил с инициативой проведения 3—4 часовых морских прогулок во время дневных стоянок судна в порту во время круиза. Впоследствии морские прогулки стали массовым явлением и оказались очень популярными среди местного населения. Экипаж проводил морские прогулки в каждом порту и пароход постоянно имел полную загрузку. Имя парохода «Адмирал Нахимов» становилось известно во многих городах Советского Союза, часто упоминалось на страницах местных газет.
С лета 1960 года постоянным фрахтователем парохода на время навигации и круизных рейсов по Крымско-Кавказской линии стал Украинский республиканский совет по туризму и экскурсиям. За одну только навигацию 1960 года экипаж судна получил сотни благодарностей. Руководство Черноморского пароходства, отмечая трудовую деятельность молодёжного коллектива парохода «Адмирал Нахимов» присвоило ему почётное в те времена звание «Экипаж коммунистического труда». В 1962 году одесский режиссёр Ковальчук снял телефильм, героями которого были члены небольшой семьи, решившие провести свой отпуск на пассажирском лайнере «Адмирал Нахимов». Фильм вышел под названием «15 дней одного года» и обошёл экраны страны, вызвал большой интерес к морским путешествиям и способствовал пропаганде нового вида отдыха. Кадры «Адмирала Нахимова», стоящего на рейде близ Евпатории, появляются также эпизодически в фильме 1964 года «До свидания, мальчики».

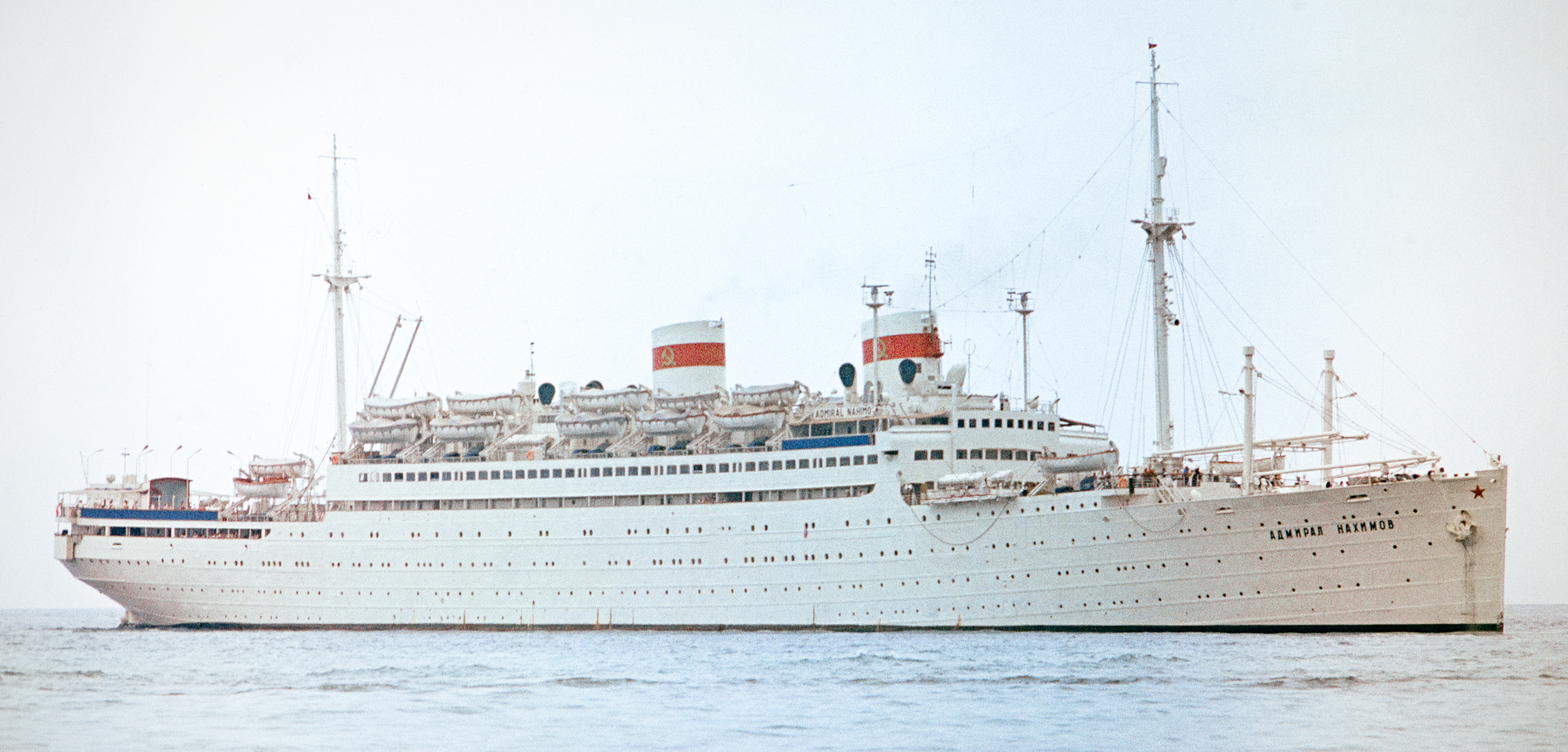
Советский пассажирский пароход «Адмирал Нахимов», 1975 год

В 1962 году во время Карибского кризиса «Адмирал Нахимов» был привлечён для перевозки солдат на Кубу. 13 августа 1962 «Адмирал Нахимов» вышел из Севастополя в рейс на Кубу. В газете «Правда» была опубликована статья о круизе парохода на Кубу с «сельскохозяйственными рабочими». По словам Н. А. Соболева на борт парохода было передано 2 пакета с секретными указаниями. За 2 дня до прибытия в Гавану проходу препятствовал американский эсминец. По окончании Карибского кризиса «Адмирал Нахимов» вернулся к мирным круизным рейсам. В 1965 году Академия наук СССР организовала на борту «Адмирала Нахимова» Всесоюзное совещание учёных по вопросу автоматического управления. Несколько раз в конце 1960-х и 1970-х годов «Адмирал Нахимов» совершал рейсы с паломниками в Саудовскую Аравию, совершал рейсы с молодёжью с участниками Всемирного фестиваля молодёжи и студентов.
В 1979 году состоялись 2 секретных рейса Одесса — Куба (Матанзас) — Эфиопия (Ассэб) — Куба (Матанзас) — Эфиопия (Ассэб) — Ильичёвск — общей продолжительностью около полугода по доставке кубинских военнослужащих для участия в военных действиях в Африке.
В летние месяцы на судне проходили практику студенты высших и средних специальных морских учебных заведений. Круглогодично на судне стажировались курсанты ШМО и ПТУ, многие из них работали на штатных должностях. В 1977 году экипаж судна во главе с бессменным капитаном отпраздновали 20-летие безаварийного плавания. В 1978 году капитан Соболев вынужден был уйти на пенсию по состоянию здоровья. В 1978 году на борту парохода «Адмирал Нахимов» проходили съёмки художественного фильма «Бархатный сезон», а в 1980 году фильма «Дамы приглашают кавалеров». В 1984 году капитаном «Адмирала Нахимова» становится 56-летний Вадим Георгиевич Марков, перешедший на пароход с линий загранплавания и возглавлявший до этого экипажи таких судов как «Леонид Брежнев», «Фёдор Достоевский», «Армения».

### Гибель

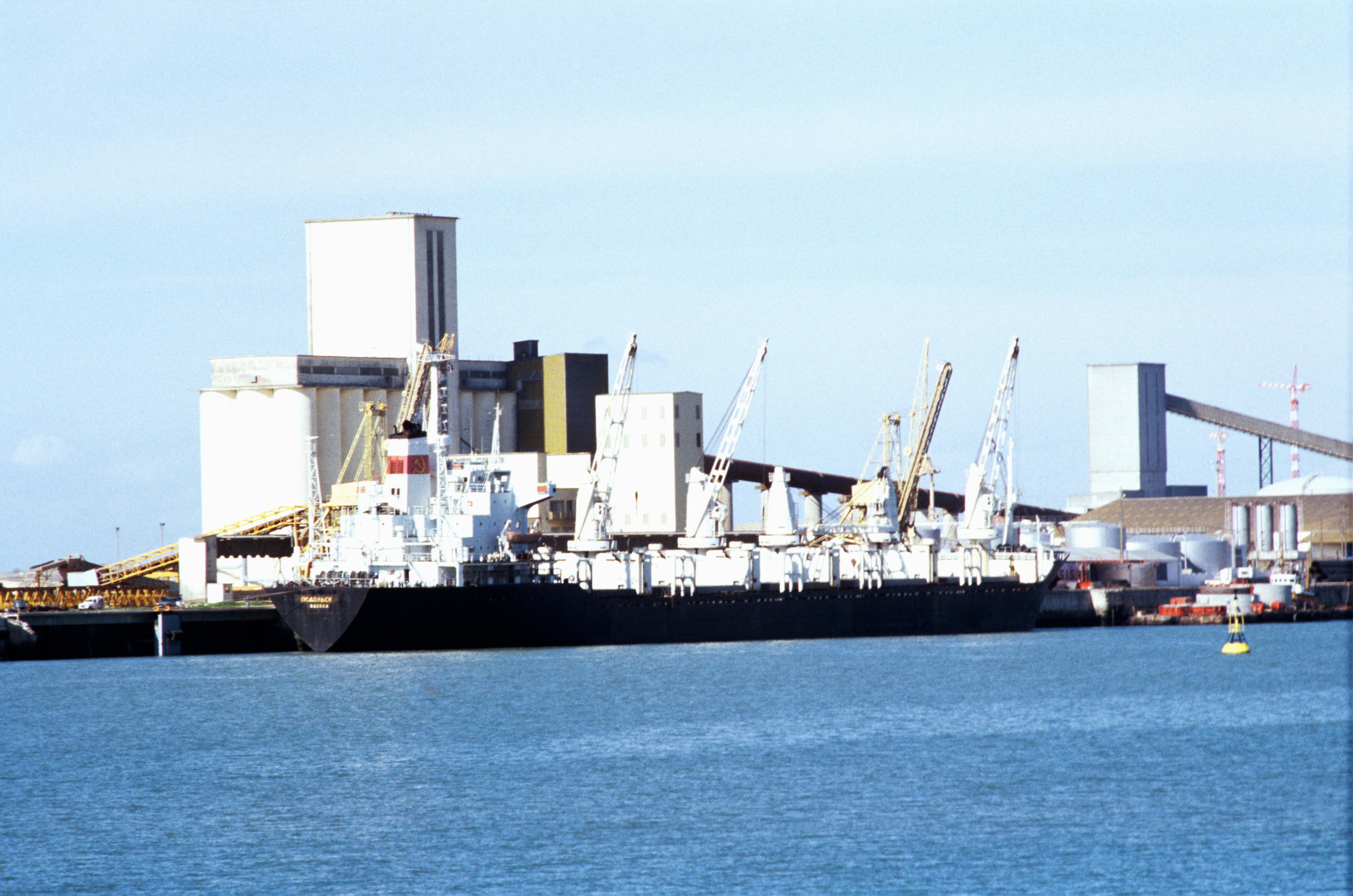
Балкер «Подольск» (в 1986 году — «Пётр Васёв»)

29 августа 1986 года, пароход «Адмирал Нахимов», отправился из Одессы в круиз до Батуми, с промежуточными остановками в Ялте, Новороссийске и Сочи, и возвращение в Одессу через Сочи, к 5 сентября 1986 года.
31 августа 1986 года пароход «Адмирал Нахимов», в соответствии со своим круизным расписанием, прибыв из Ялты, пришвартовался в 14:00, у пассажирского причала № 34, Новороссийского порта. Согласно расписанию, судну предстояло стоять в Новороссийске до вечера. В 22:00, приняв пассажиров на борт, пароход отдал причальные концы и медленно отошёл от стенки пирса, сопровождаемый двумя буксирами. Всего на его борту в этот момент находилось 1243 (по официальной версии) человека: 346 членов экипажа и 897 (по учёту выданных путёвок) пассажиров. Во время разворота судна в акватории порта капитан парохода Марков запросил по УКВ у поста регулирования движения судов (ПРДС) информацию об обстановке на створах и на рейде. Пост ответил, что на пути судна и на рейде движения в настоящее время нет.
Единственное судно, которое подходит со стороны Босфора — это сухогруз «Пётр Васёв», следующий в порт под выгрузку канадского ячменя. «Пётр Васёв» предупреждён о выходе пассажирского парохода и обещал уступить дорогу «Адмиралу Нахимову» на выходе из бухты. Тем временем пассажиры «Адмирала Нахимова» начинали уходить на вечеринку в честь Дня шахтёра, кто-то лёг спать или укладывал детей. По расписанию в кинозале должен начаться фильм «Я любил вас больше жизни».

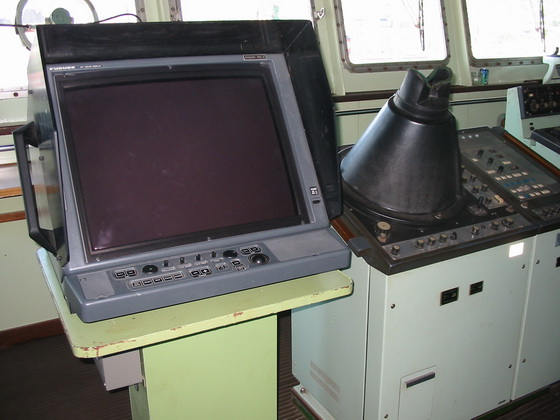
САРП на мостике сухогруза «Пётр Васёв»

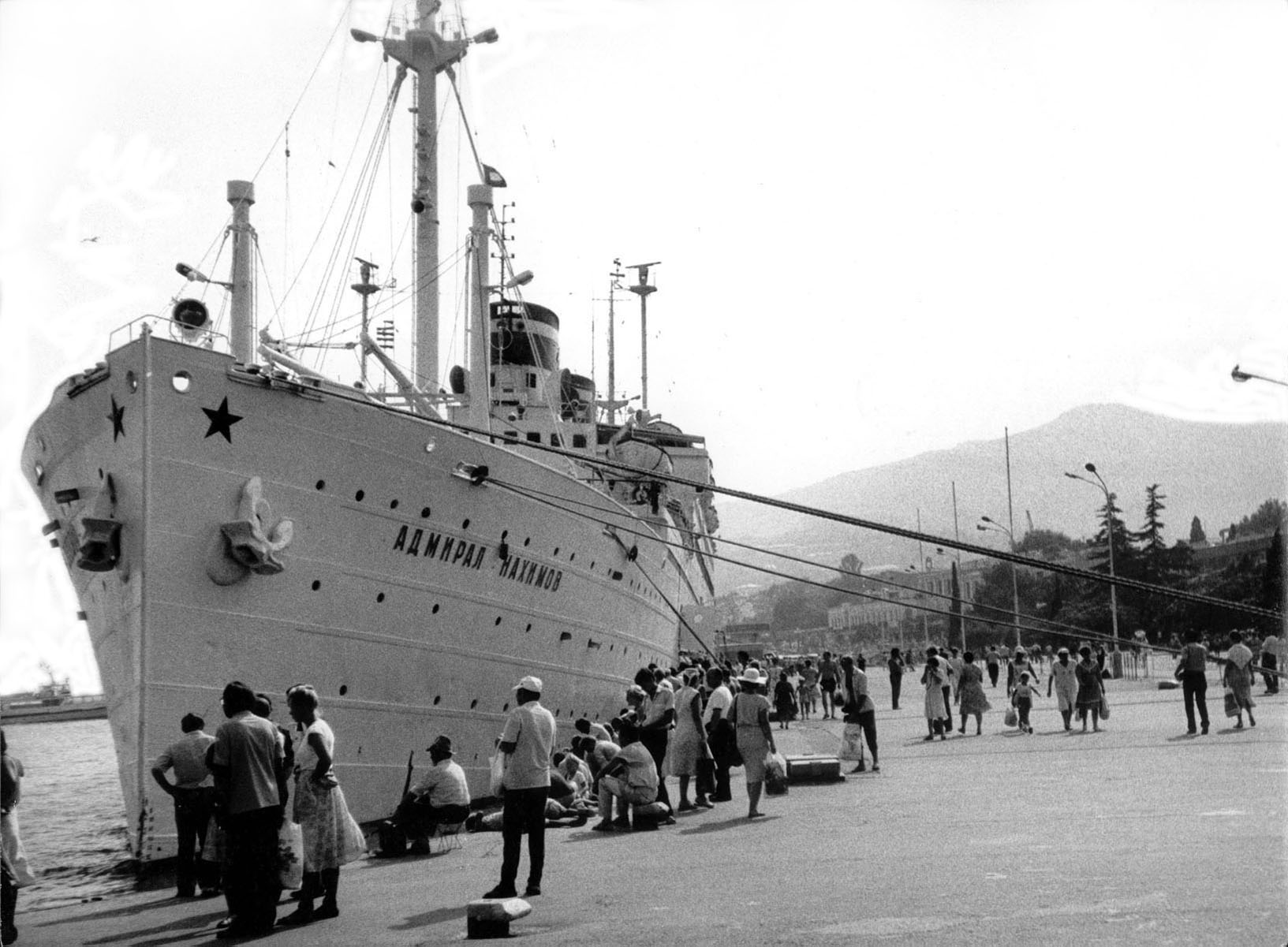
Лайнер Адмирал Нахимов у пирса в Ялтинском порту за сутки до гибели

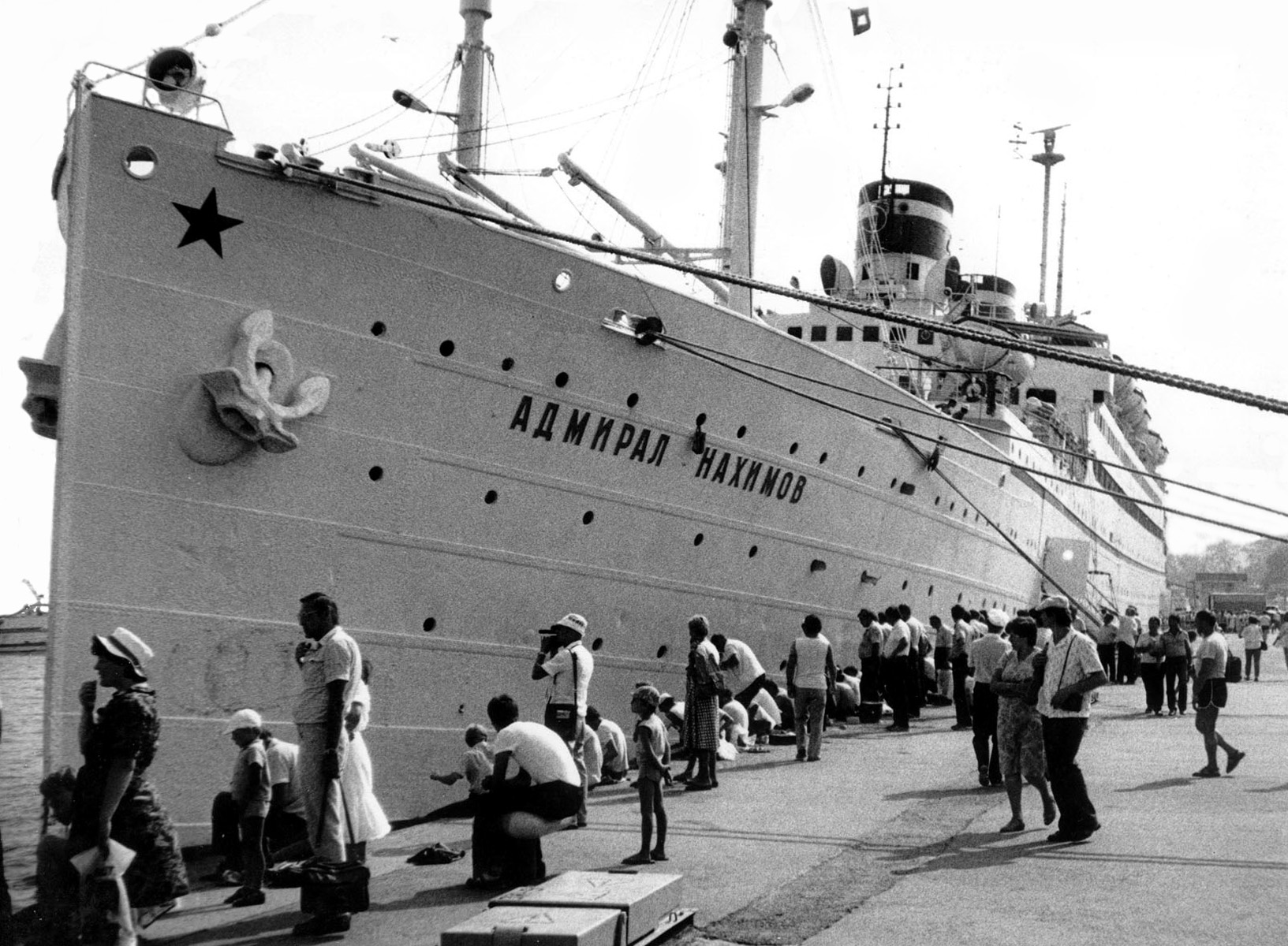
Лайнер Адмирал Нахимов в Ялтинском порту за сутки до гибели

В это же время к порту Новороссийск на скорости 12,5 узлов приближался сухогруз «Пётр Васёв». В 21 час 30 минут (по судовому времени) на мостик сухогруза поднялся капитан Виктор Ткаченко и принял управление судном на себя. На мостике в это время также находился 3-й помощник капитана Пётр Зубюк, который вёл визуальное наблюдение за обстановкой. Виктор Ткаченко по УКВ передал станции Новороссийск-17 (ПРДС) и Новороссийск-5 (портнадзор) информацию о подходе и подтвердил, что уступит дорогу выходящему из бухты пассажирскому пароходу. Позже Ткаченко по радио подтвердил ту же информацию вахтенному второму помощнику капитана парохода «Адмирал Нахимов» А.Чудновскому. Судоводители обоих судов вели между собой переговоры на 9 канале УКВ и договорились разойтись на выходе правыми бортами. Капитан сухогруза Виктор Ткаченко включил монитор системы автоматизированной радиолокационной прокладки курса (САРП) для ввода информации и анализа обстановки сближения двух судов.
В 23 часа капитан парохода «Адмирал Нахимов» Марков, задав обороты и курс судна 160°, покинул мостик (и, по его словам, направился в свою каюту; по другой версии он ушёл в каюту к генералу Крикунову), оставив старшим на мостике вахтенного второго помощника А. Чудновского. Кроме него, на мостике парохода находились матросы Е. Смирнов, Ю. Вышаренко, Р. Фахретдинов. Александр Чудновский постоянно вёл визуальное наблюдение за приближающимся по правому борту сухогрузом. Минут через пять, обнаружив опасное сближение судов, Чудновский вышел на радиосвязь с «Петром Васёвым» и ещё раз уточнил порядок расхождения, на что получил подтверждение, что «Пётр Васёв» пропускает пароход «Адмирал Нахимов».
Капитан Ткаченко продолжал работать с САРП. Третий помощник капитана теплохода «Пётр Васёв» П. Зубюк, наблюдая огни парохода «Адмирал Нахимов» визуально, неоднократно указывал капитану, что машина переведена в манёвренный режим, а пеленг на «Адмирал Нахимов» практически не меняется, что говорит о возникшей угрозе столкновения. Свои доклады Зубюк одновременно записывал в бортовой журнал. И уже после столкновения капитан Ткаченко стёр эти записи в бортжурнале, вписал новые и нажал на Зубюка, чтобы тот согласился с изменёнными данными, но тот отказался. Ткаченко, передоверившись показаниям САРП, который на мониторе показывал благополучное расхождение, на замечания своего помощника не обращал внимания. Лишь под действием настойчивых просьб с «Адмирала Нахимова» он поднял глаза и увидел, что его судно на полном ходу идёт прямо на пассажирский пароход. Через некоторое время Ткаченко стал отдавать команды в машинное отделение — сначала «средний вперёд», «малый вперёд», «стоп» и сразу «полный назад». Несмотря на то, что гребной винт уже работал на задний ход, сухогруз по инерции продолжал движение вперёд, следуя на опасное сближение с «Адмиралом Нахимовым».

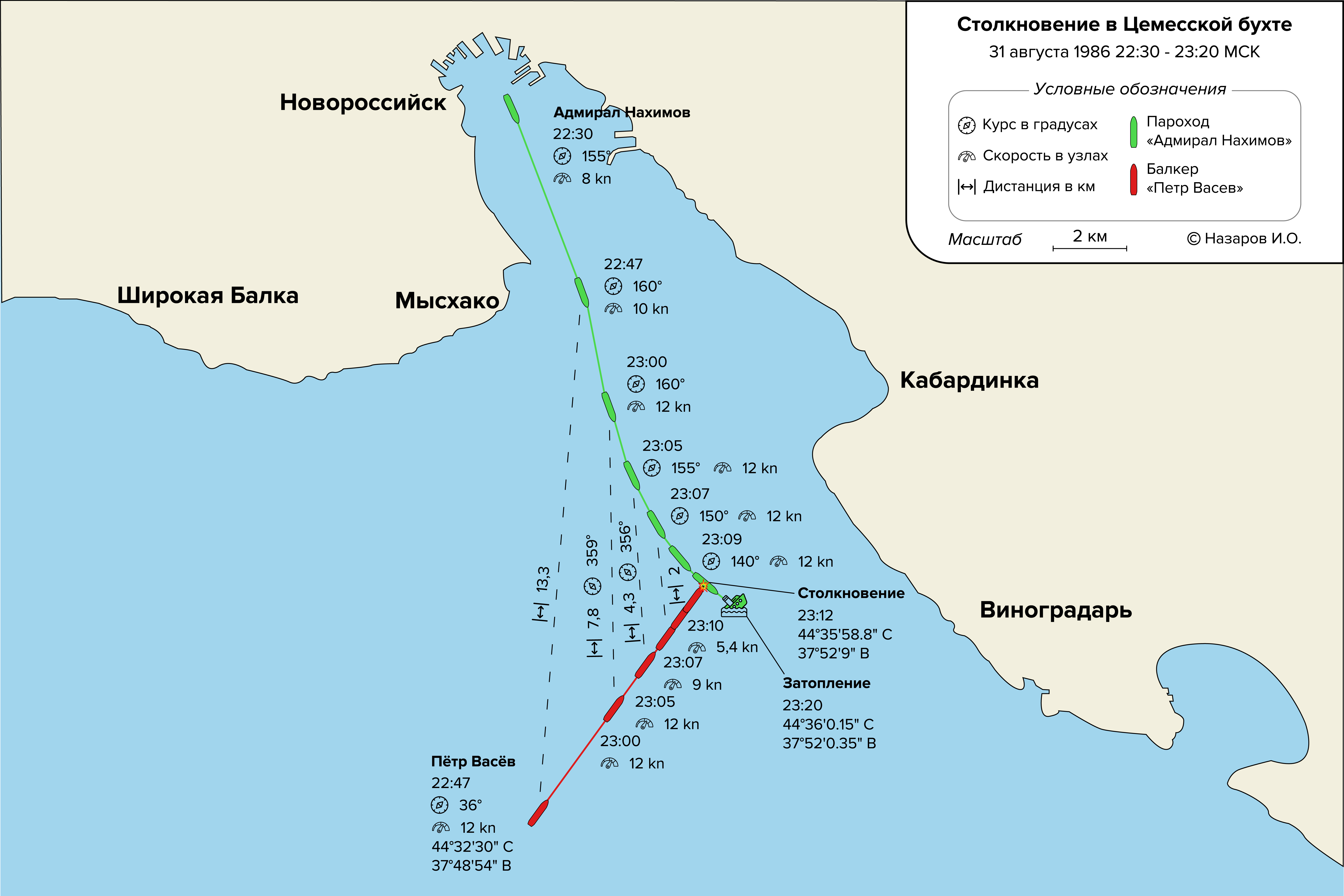
Карта крушения 31.08.1986

На мостике «Адмирала Нахимова» в это же время Чудновский, наблюдая за приближением балкера, приказал изменить курс на малые углы, таким образом пытаясь уклониться от надвигающегося на него сухогруза. Чудновский отдал команду «Лево на борт!». Рулевой только успел переложить руль лево на борт, как в 23:12 произошло столкновение.
Услышав три гудка и предположив, что подавать их может только «Пётр Васёв», капитан Марков посмотрел в иллюминатор, но ожидаемого судна справа не увидел. Капитан решил вернуться на мостик и выяснить обстановку. Удар сухогруза застал его по пути наверх. Оказавшись на мостике, капитан Марков отдал команду «Лево на борт!», с целью выбросить судно на мелководье, однако рулевой матрос доложил, что судно руля не слушается. В этот момент у парохода затопило электрогенератор, и по всему кораблю погас свет. Капитан Марков, не имея возможности передать общесудовой сигнал тревоги и сигнал «SOS» по радио, приказал голосом объявлять по судну «шлюпочную тревогу».
«Пётр Васёв», успев снизить скорость лишь до 5 узлов, вошёл под углом 110° в середину правого борта парохода. В подводной части балкер вошёл своей выступающей частью — бульбом, в корпус «Адмирала Нахимова» на несколько метров в районе переборки между машинным и котельным отделением.
«Адмирал Нахимов» продолжал по инерции двигаться вперёд, разворачивая сухогруз и тем самым увеличивая размер пробоины в правом борту, которая, по оценке экспертов, после расцепления судов составила около 80 м². Машинное отделение было полностью заполнено через полминуты после столкновения. Пароход стал крениться на правый борт. Основное освещение через некоторое время погасло и людей охватила паника. Через короткий промежуток времени запустился аварийный дизель-генератор (АДГ) на шлюпочной палубе — заработало аварийное освещение, которое работало всего 2 минуты. За 4 минуты до полного погружения, «Адмирал Нахимов» стал тонуть в полной темноте. «Адмирал Нахимов» тонул толчками, погружаясь кормой. Крен на правый борт уже был около 45°, люди держались за леера и всё, за что можно было ухватиться. Многие перелезали на левый борт и по нему сползали в воду. Многие люди оказались заблокированными в своих каютах и в коридорах. С тонущего парохода матросам, под командованием боцмана Вильяма Лабоды, удалось сбросить большинство надувных спасательных плотов, которые стали единственными средствами спасения для утопающих. Через 8 минут после столкновения в 23:20, имея крен на правый борт около 60°, «Адмирал Нахимов» затонул. На месте крушения на поверхности воды оказалось около 1000 человек, перепачканных краской и мазутом. 2-й помощник капитана «Адмирала Нахимова» Александр Чудновский, который управлял судном в момент столкновения, сразу после удара спустился в свою каюту, заперся и утонул вместе с кораблём. Его тело было впоследствии поднято водолазами.
В это время из порта навстречу «Петру Васёву» шёл лоцманский катер ЛК-90 с лоцманом М. Карповым для проводки сухогруза к причалу. Увидев накренившийся на правый борт пароход, капитан катера О. Лях немедленно прокричал в эфир: «„Нахимов“ лёг на борт!». В 23 часа 35 минут ЛК-90 подошёл к месту катастрофы и приступил к спасению людей, одновременно передав по радио, что понадобятся буксиры и спасательные катера. О столкновении судов было немедленно доложено капитану порта Новороссийск Г. Л. Попову, который тут же, по телефону отдал распоряжение всем плавсредствам следовать в район аварии для спасения людей. Первыми на место катастрофы снялись буксиры портофлота, рейдовые катера, малые пассажирские катера типа «Радуга», пассажирские суда на подводных крыльях «Комета». Одновременно команда сниматься и следовать в район катастрофы поступила на пограничные катера. ЛК-90 уже работал на месте крушения, приняв на борт со значительным перегрузом около 118 человек. Часть пассажиров позже были пересажены на другие суда, подоспевшие к тому времени в район аварии. Рейдовый катер РК-34, приняв на борт пострадавших людей (в том числе и капитана парохода Маркова), стал выходить из опасной зоны, но намотал на винт полипропиленовый конец, размотавшийся с затонувшего «Адмирала Нахимова» и всплывший к поверхности.
Пограничный катер типа «Гриф» под командованием мичмана А. Гусева на полном ходу подошёл к месту катастрофы и приступил к подъёму пострадавших на борт. Всего в спасательной операции приняло участие 64 единицы плавсредств. Команда спасать людей была также отдана и команде сухогруза «Пётр Васёв». Капитан Ткаченко приказал следовать малым ходом в район аварии. Ветер к тому времени разогнал волну до высоты в 2 м. Пострадавших людей ветром и течением стало относить прямо на сухогруз и через некоторое время по обоим бортам плавало несколько десятков человек. Ткаченко приказал спустить на воду вёсельную шлюпку и мотобот, а также опустить парадный трап для приёма пострадавших на борт. Однако парадный трап заклинило и его спустить не удалось. В полночь 31 августа капитан Ткаченко доложил капитану порта, что «Адмирал Нахимов» затонул. Всего за эту ночь экипажем сухогруза было поднято 37 человек и 1 труп.
Сигнал тревоги прозвучал также и в Новороссийском высшем инженерно-морском училище (НВИМУ). Курсанты, узнав о трагедии, немедленно вышли в море на ялах, едва выгребая против ветра. Но к моменту их прихода на место крушения спасать уже было некого.
На начальном этапе спасательных работ кем-то было принято дикое решение – собирать утонувших пассажиров со дна моря вокруг затонувшего лайнера с помощью рыболовецких тралов!!! Такое мог предложить только чиновник, совершенно незнакомый с работами на дне. Во-первых, погибших обычно течением сносит в углубления на дне, трал до которых не достанет а, во-вторых, если бы тралы и зацепляли погибших то, неизбежно, сильно бы их уродовали!  После нескольких попыток от этой бесчеловечной затеи отказались по причине сильного замутнения воды скребущими донный ил тралами.
Из Москвы была направлена правительственная комиссия во главе с первым зампредом Совета министров СССР Гейдаром Алиевым. Украинскую группу возглавлял секретарь ЦК Компартии Украины Яков Погребняк. Для расследования причин катастрофы из Москвы прибыла группа из 50 человек. В том числе несколько следователей прокуратуры и заместителей председателя КГБ, министра внутренних дел, министры морского флота, транспорта и торговли, ответственные работники ЦК и других ведомств. Уже 1 сентября  в 14 часов 25 минут эхолот срочно прибывшего из Керчи спасательного судна Черноморского пароходства «Аметист» показал подводное препятствие с координатами: 44°35'95" северной широты, 37°52,90" восточной долготы. В 19 часов 38 минут с водолазного бота на затонувшее судно был спущен гражданский водолаз, который сообщил, что он видит пароход «Адмирал Нахимов», лежащий с большим креном на правом борту, кормой в сторону порта. На следующее утро (2 сентября), в 7 часов 15 минут к месту гибели «Нахимова» на помощь гражданским водолазам прибыло специализированное спасательное судно Черноморского флота СС-21.  К выполнению спасательных работ были также срочно привлечены и водолазы-разведчики 17-й бригады спецназа Черноморского флота, которые базировались в Очакове на острове Первомайский. Из Очакова на борт СС-21 уже в первых числах сентября прибыла группа водолазов-спецназовцев численностью порядка двадцати человек под командованием заместителя командира 17-й бригады по водолазной подготовке капитана второго ранга Овечко. Почти все члены группы были офицерами или мичманами.
Продольные коридоры парохода превратились в узкие лазы, поперечные — в шахты. В каютах и коридорах образовались завалы из ковровых покрытий, мебели, постельного белья и трупов. Большинство дверей кают заклинило, и водолазам пришлось извлекать из кают тела людей, предварительно взломав двери. Всего, по официальной версии, в результате катастрофы погибло 423 человека (359 пассажиров и 64 члена экипажа). Однако найти и поднять на поверхность удалось не всех. 65 погибших навсегда остались под водой. Среди погибших на борту Адмирала Нахимова в каюте № 19  оказался и начальник управления КГБ по Одесской области генерал-майор Алексей Григорьевич Крикунов с женой, дочерью и внуком.

## Поиск погибших на затонувшем Нахимове. Гибель водолазов
Для возможности доступа во внутренние помещения водолазы в левом борту лайнера, имевшем толщину порядка 20 мм проделали 12 отверстий размером 700 на 750 мм. Сложнейшую задачу по резке этих окон-лазов выполнил лучший в ту пору на флоте мастер подводной резки водолаз-сварщик, старший инструктор-водолаз, мичман Валентин Задорожный. До этого, еще в августе 1983 года ему также пришлось вырезать окно-лаз в днище 4-го отсека затонувшей у берегов Камчатки атомной подлодки К-429 для эвакуации тел 14 погибших подводников, которых затопило в этом отсеке через систему вентиляции, и для проникновения внутрь лодки с целью подготовки ее подъема на поверхность.
Флотские водолазы СС-21 сразу же включились в работы по обследованию затонувшего лайнера. Водолазы-спецназовцы 17-й бригады провели разведку корабля, и при обнаружении через иллюминаторы кают с пассажирами (к сожалению, уже погибшими), помечали такие каюты на плане корабля. Затем для доступа в эти каюты и внутрь корабля пробивали отверстия в его борту при помощи взрыва мин. Первоначально была подорвана магнитная мина УПМ (Удлиненная Прилипающая Мина), содержащая 7 кг взрывчатого вещества), предназначенная специально для подрыва кораблей. После ее взрыва в борту «Нахимова» образовалась огромная трехметровая дыра, на СС-21 вышли из строя почти все манометры, а от каюты парохода, в которую надо было проникнуть вообще ничего не осталось! Тогда стали использовать менее мощные мины СПМ (Средняя Прилипающая Мина), которые содержали порядка 1 кг взрывчатого вещества и дистанционно подрывались по проводам с борта СС-21. Взрывами таких мин выбивали закрытые двери кают и проделывали проходы, через которые можно было поднять тела на поверхность. Места установки мин были разные. Часто бывало, что нужно плыть на другой конец корабля, а он длиной пятьсот пятьдесят метров! Под водой было сильное поперечное течение, и для того, чтобы не сносило, водолазы-спецназовцы ложились на борт, каждый по своему ряду иллюминаторов и продвигались вперед рывками, подтягивая тело руками. Мины старались устанавливать на петли в районе дверей, которые взрывом выбивало внутрь судна. После того, как муть, поднятая взрывом, оседала, для эвакуации погибших пассажиров лайнера под воду вместо спецназовцев спускались флотские водолазы.

Поиск погибших на месте гибели Адмирала Нахимова (справа вверху СС-21)

Взрывные работы на корабле проводились только ночью, чтобы  муть успела успокоиться, и днем могли работать водолазные поисковые группы. Проводившие на борту Нахимова взрывные работы водолазы-спецназовцы работали под водой в изолирующих дыхательных аппаратах ИДА-71, которые до сих пор применяются в подразделениях боевых пловцов и водолазов-разведчиков. Этот аппарат представляет собой регенеративный дыхательный аппарат, в котором углекислый газ, выделяющийся в процессе дыхания, поглощается особой химической смесью, а  потребление кислорода водолазом компенсируется за счет выделения кислорода регенеративным веществом. До 15-20 метров водолаз в ИДА-71 дышит кислородом, а на больших глубинах аппарат переключается на подачу из баллона особой азотно-кислородной смеси для дыхания, т.к. глубже 15-20 метров чистый кислород уже становится сильным ядом. Использование специальных дыхательных смесей при производстве подводных работ на Нахимове позволило водолазам-спецназовцам осуществлять погружения до 40 метров и работать на этой глубине до 30 минут без проведения режима декомпрессии. Для большей безопасности водолазы внутри корабля работали парами. Обычно под воду уходило четыре или пять пар. Каждая пара делала по два боевых спуска. Так продолжалось несколько дней.
В 3 часа ночи 10 сентября 1986 года для выбивания очередной двери на корабль в сопровождении страхующего «тяжелого» водолаза матроса Исиченко,  одетого в тяжелый универсальный вентилируемый водолазный костюм УВС-50м (усовершенствованная трёхболтовка, с максимальной глубиной погружения 60 метров с подачей дыхательной смеси по шлангу с обеспечивающего спуск корабля) на водолазной беседке спустилась пара водолазов-спецназовцев в составе капитан-лейтенанта Игоря Викторовича Ивлева и мичмана Юрия Полищука. На глубине 30 метров водолазы Ивлев и Полищук выйдя из беседки, поплыли вдоль борта судна к месту укладки зарядов.  Цепляясь за иллюминаторы, водолазы дошли до нужной  двери и установили мины. Проверили друг у друга давление в аппаратах, которое показывало, что дыхательной смеси вполне достаточно для безопасного возвращения на поверхность. Убедившись, что все в порядке, они стали возвращаться обратно. К сожалению страховочные концы обоих водолазов зацепились за какие-то выступы корабля. Потратив время и силы на освобождение страховочных концов (которые пришлось обрезать) водолазы капитан-лейтенант Игорь Ивлев и мичман Юрий Полищук израсходовали почти весь оставшийся запас дыхательной смеси. Они поднялись на беседку, уселись спиной друг к другу и в 3 часа 25 минут на СС-21 приступили к подъему беседки с тремя водолазами. На глубине около 24 метров Полищук от недостатка воздуха и кислородного отравления потерял сознание и выпал на грунт на глубину 47 метров. Игорь Ивлев тут же опять спустился на дно,  сделал пару кругов вокруг беседки, но Юрия так и не обнаружил. При очередном приближении к беседке Ивлев был принудительно усажен на неё «тяжелым» водолазом Исиченко и поднят на поверхность. 
Все находившиеся на борту СС-21 «тяжелые» водолазы были срочно спущены на дно. Одним из первых на поиски Юрия спустился мичман Сергей Шардаков. Кто мог знать, что всего через несколько дней именно он станет вторым, погибшим на «Адмирале Нахимове» водолазом. Сильно рискуя, работая практически без декомпрессии,  «тяжелые» водолазы только в 4 часа 36 минут нашли Полищука на грунте под килем парохода. В 4 часа 46 минут он уже был поднят на борт и помещен в барокамеру с признаками отравления и тяжелой баротравмы легких. Врачам спасти его так, и не удалось. Около 9 часов утра 10 сентября 1986 года мичман Юрий Владимирович Полищук, 25-летний командир взвода водолазов-разведчиков бригады спецназа Черноморского флота скончался, не приходя в сознание…
Расследование показало, что когда уже начался подъем на поверхность, аппарат ИДА-71 Полищука из-за полного израсходования водолазом дыхательной смеси в баллоне снова переключился на кислород. А так как это случилось на большой глубине, где кислородом дышать еще нельзя, произошло сопровождаемое судорогами кислородное наркотическое отравление, что и привело к падению Юрия Полищука с водолазной беседки на дно. При этом водолаз дополнительно получил ещё и баротравму легких. За мужество и отвагу, проявленные при исполнении воинского долга, мичман Юрий Владимирович Полищук был посмертно награжден орденом Красной Звезды. 
После этого случая стали чаще использовать «тяжелое» трехболтовое водолазное снаряжение с традиционной подачей дыхательной смеси по кабелю-шлангу с обеспечивающего спуск  корабля. На затонувшего «Адмирала Нахимова» флотские водолазы с СС-21 спускались с помощью водолазного колокола. Погодные условия на месте катастрофы ухудшились. Работать в отсеках парохода становилось все более опасно. 
19 сентября 1986 года вышеупомянутый ранее флотский водолаз, 36-летний мичман Сергей Александрович Шардаков получил задание проникнуть в 41-ю каюту, в которой, по словам очевидцев, остались запертыми дети. С ним в паре на Нахимова, в роли обеспечивающего опустился молодой, тоже флотский водолаз старшина 2-й статьи Сергей Кобзев. В 00 часов 45 минут водолазы опустились на глубину 47 метров в глубоководном водолазном снаряжении СВГ-200 (максимальная глубина погружения 200 м). Обеспечивающий водолаз Сергей Кобзев находился на борту, у выреза, через который Шардаков спустился внутрь корпуса. Командовал спуском капитан 3-го ранга Владимир Стукалов. С медицинской стороны спуск обеспечивал лейтенант медслужбы Александр Гац.
Пытаясь открыть дверь ломиком, Шардаков запутался в собственных кабелях и шлангах. В 2 часа 40 минут мичман доложил о запутывании шланг-кабеля и кабеля светильника и об ухудшении самочувствия. Провентилироваться водолаз не смог, т.к. не дотянулся до рукоятки дистанционного управления. На помощь Шардакову пошел обеспечивающий водолаз, который добрался до сидящего в нише винтового трапа Шардакова,  вытащил потерявшего сознание командира из-под придавившей двери и провентилировал его снаряжение. К сожалению, кабель-шланг мичмана снова за что-то зацепился. Пытаясь распутать шланг и вытащить Шардакова, Кобзев выбился из сил, вследствие чего командовавший спуском Владимир Стукалов приказал ему возвращаться к висевшему над опрокинутым бортом «Адмирала Нахимова» водолазному колоколу. На протяжении более 2-х часов, меняя состав дыхательной смеси с обеспечивающего судна СС-21 поддерживали Шардакова в сознании.  Но в 5 часов 07 минут связь с ним прекратилась.
В 5 часов 30 минут на помошь Шардакову была спущена очередная пара страхующих водолазов: мичман Баксан в УВС-50м и главстаршина Алексей Черкашин в СВГ-200. Черкашину удалось снова провентилировать аппарат Шардакова, распутать кабель-шланг и в 6 часов 45 минут доставить мичмана в колокол. Колокол поднимали долго – с остановками для физиологических выдержек. Однако Шардакову все это уже было бесполезно, т.к. к этому времени он, не приходя в сознание, скончался. Врачи констатировали смерть водолаза в 8 часов 15 минут  от отравления углекислым газом.
За мужество и отвагу, проявленные при исполнении воинского долга, мичман Сергей Александрович Шардаков, также как и мичман, Юрий Владимирович Полищук, был посмертно награжден орденом Красной Звезды. А в родном городе героя Верещагино (Пермский край) появилась красивая тихая улица, носящая имя мичмана Шардакова.
После гибели второго водолаза, а также вследствие завершения обследования большей части помещений, производство подводных работ на затонувшем лайнере было прекращено.  В некоторые каюты водолазам так и не удалось проникнуть.

## Статистические данные
Данные о пассажирах и членах экипажа круизного рейса парохода «Адмирал Нахимов» с 29 августа по 5 сентября 1986 года:
|                                     | Пассажиры | Экипаж              | Всего |
| ----------------------------------- | --------- | ------------------- | ----- |
| Всего людей на борту                | 897       | 346                 | 1243  |
| Всего погибло                       | 359       | 64                  | 423   |
| Погибло мужчин                      | 138       | 34                  | 172   |
| Погибло женщин                      | 221       | 30                  | 251   |
| в том числе погибшие дети до 16 лет | 22        | 1 (сын чл. экипажа) | 23    |
| Погибших из:                        |           |                     |       |
| Белорусская ССР                     | 1         | 2                   | 3     |
| Латвийская ССР                      | 24        | 0                   | 24    |
| Литовская ССР                       | 25        | 0                   | 25    |
| Молдавская ССР                      | 17        | 3                   | 20    |
| РСФСР                               | 66        | 6                   | 72    |
| Узбекская ССР                       | 10        | 0                   | 10    |
| Украинская ССР                      | 216       | 51                  | 267   |
| Грузинская ССР                      | 0         | 1                   | 1     |
| Киргизская ССР                      | 0         | 1                   | 1     |

## Дальнейшие события

Модель парохода «Адмирал Нахимов»

В марте 1987 года в Одессе в доме культуры железнодорожников после почти полугодового следствия состоялся суд над капитанами В. Марковым и В. Ткаченко. Обоих признали виновными по статье 85 УК РСФСР и приговорили к 15 годам тюрьмы. В ноябре 1992 года указами президентов Украины и России оба капитана, один из которых отбывал срок наказания в России, другой на Украине — были освобождены. Капитан Виктор Ткаченко, сменив фамилию на фамилию жены — Тальор, эмигрировал в Израиль. В сентябре 2003 года яхта под командованием Виктора Тальора потерпела крушение вблизи Ньюфаундленда. Позже останки яхты и погибших людей, в том числе капитана, нашли у канадского берега. Похоронен В. Ткаченко в Тель-Авиве. Капитан Вадим Марков остался жить в Одессе. Сразу после освобождения работал в Черноморском пароходстве капитаном-наставником на пассажирских судах. После тяжёлой болезни В. Г. Марков умер 31 мая 2007 года в Одессе.
Пароход «Адмирал Нахимов» до сих пор лежит на глубине 47 м в Цемесской бухте. Экологической и навигационной опасности судно не представляет. Проектов судоподъёма в настоящее время не существует. Район, ограниченный окружностью радиусом 500 метров, центром которой является место затонувшего парохода «Адмирал Нахимов», официально признан местом захоронения жертв катастрофы. Постановка на якорь, погружения водолазов и подводных аппаратов, а также любые действия, нарушающие покой места захоронения, в указанном районе запрещены. Теплоход «Пётр Васёв» (ИМО 7932599) после ремонта в 1986 году в Ильичёвске был переименован. Названия судна после 1986 года:
- «Подольск» — 1986—1995
- «Langeron» — 1995—2000
- «An an» — 2000—2003
- «Myroessa» — 2003—2006, 31 августа 2006 года, сухогруз Myroessa снова зашёл в порт Новороссийск[22].
- «Orbit» — 2006—2010
- «Jiajiaxin 1» 2010—2012 (списан, разделан на металлолом в Бангладеш)[11]

В городе Павлограде в честь одной из геройски погибших бортпроводниц парохода Татьяны Фёдоровой названа улица. В 1987 году, к первой годовщине трагедии, на мысе Дооб был сооружён памятный знак в память погибшего парохода и его пассажиров. Катастрофа легла в основу фильма «Армавир» 1991 года. Ежегодно 31 августа на место катастрофы приходит катер с родственниками погибших. Они опускают на воду венок и бросают цветы. Организатором поездок в Новороссийск родственников с 1997 года является благотворительный фонд «Нахимовец» в лице директора Г. В. Андриевской (до 1 декабря 2005 года). После смерти Г. В. Андриевской фонд возглавила её дочь — Наталия Рождественская. Под её руководством фонд «Нахимовец» также устраивал ежегодные пресс-конференции, выставки, посвящённые памяти судна, его экипажа и пассажиров, содействует в организации съёмок документальных фильмов о катастрофе.
В 2006 году в двадцатую годовщину гибели судна служителем Свято-Успенского храма Новороссийска отцом Алексеем было совершено заупокойное богослужение, на борту затонувшего судна был закреплён освящённый деревянный крест. Отец Алексей стал первым и единственным в мире священником, совершившим поминальную службу под водой.